# Sombor
Sombor (izvirno srbsko Сомбор) je mesto v Srbiji, ki je središče upravnega mesta Sombor in Zahodnobačkega upravnega okraja.

## Lega
Sombor leži v zahodni Bački, blizu Donave, sredi bogatega kmetijskega področja in je pomembno prometno križišče: proti severozahodu vodi cesta proti Subotici, jugovzhodno proti Srbobranu in jugozahodno proti Apatinu. V bližini se nahaja letališče Šikara.

## Zgodovina
Staro mestno jedro s tipično panonsko arihtekturo je nastalo v 13. stoletju in je bilo nekaj časa upravno in kulturno središče Bačke. V mestu so ohranjeni mnogi spomeniki iz preteklosti, med njimi je treba omeniti zgradbo mestne posvetovalnice in še nekaj poslopij iz 19. stoletja, baročno cerkev sv. Djurdja zgrajeno leta 1750 z ikonostasom iz istega obdobja. V mestu se nahajajo še: bogat mestni muzej, staro gledališče, galerija Milana Konjevića, salon likovne umetnosti ter bogat arhiv. Bil je središče srbske nacionalne misli in odpora proti raznarodovanju v Avstro-Ogrski.

## Demografija
V mestu je ob popisu 2002 živelo 41.889 polnoletnih prebivalcev, pri čemer je bila njihova povprečna starost 40,3 let (38,7 pri moških in 41,9 pri ženskah). Naselje je imelo 18.224 gospodinjstev, pri čemer je bilo povprečno število članov na gospodinjstvo 2,80.
Prebivalstvo je etnično nehomogeno, znaten je delež Hrvatov, Bunjevcev, Madžarov in Jugoslovanov. V času zadnjih 3 popisov je opazen porast števila prebivalcev.
|  | 33613 | 33632 | 37760 | 44100 | 48454 | 48993 | 51471 | 47623 | 41814 |
|  | 1948  | 1953  | 1961  | 1971  | 1981  | 1991  | 2002  | 2011  | 2022  |

| Etnična sestava po popisu iz leta 2002 | Etnična sestava po popisu iz leta 2002 | Etnična sestava po popisu iz leta 2002 | Etnična sestava po popisu iz leta 2002 | Etnična sestava po popisu iz leta 2002 |
| -------------------------------------- | -------------------------------------- | -------------------------------------- | -------------------------------------- | -------------------------------------- |
| Srbi                                   | Srbi                                   |                                        | 32.988                                 | 64,09%                                 |
| Madžari                                | Madžari                                |                                        | 3.743                                  | 7,27%                                  |
| Jugoslovani                            | Jugoslovani                            |                                        | 3.325                                  | 6,45%                                  |
| Hrvati                                 | Hrvati                                 |                                        | 3.197                                  | 6,21%                                  |
| Bunjevci                               | Bunjevci                               |                                        | 2.222                                  | 4,31%                                  |
| Črnogorci                              | Črnogorci                              |                                        | 805                                    | 1,56%                                  |
| Nemci                                  | Nemci                                  |                                        | 199                                    | 0,38%                                  |
| Romi                                   | Romi                                   |                                        | 135                                    | 0,26%                                  |
| Makedonci                              | Makedonci                              |                                        | 107                                    | 0,20%                                  |
| Albanci                                | Albanci                                |                                        | 94                                     | 0,18%                                  |
| Slovaki                                | Slovaki                                |                                        | 84                                     | 0,16%                                  |
| Rusini                                 | Rusini                                 |                                        | 69                                     | 0,13%                                  |
| Slovenci                               | Slovenci                               |                                        | 62                                     | 0,12%                                  |
| Muslimani                              | Muslimani                              |                                        | 47                                     | 0,09%                                  |
| Goranci                                | Goranci                                |                                        | 42                                     | 0,08%                                  |
| Romuni                                 | Romuni                                 |                                        | 31                                     | 0,06%                                  |
| Rusi                                   | Rusi                                   |                                        | 28                                     | 0,05%                                  |
| Bolgari                                | Bolgari                                |                                        | 25                                     | 0,04%                                  |
| Bošnjaki                               | Bošnjaki                               |                                        | 22                                     | 0,04%                                  |
| Ukrajinci                              | Ukrajinci                              |                                        | 17                                     | 0,03%                                  |
| Čehi                                   | Čehi                                   |                                        | 16                                     | 0,03%                                  |
| Neznano                                | Neznano                                |                                        | 176                                    | 0,34%                                  |

## Sodelovanje
Prijateljska mesta
- Ukrajina, Čerkasi
- Madžarska, Baja
- Madžarska, Kispest
- Makedonija, Veles

Regionalno sodelovanje
- Hrvaška, Osijek
- Hrvaška, Vukovar
- Bosna in Hercegovina, Tuzla